# Парламентские выборы в Великобритании (1885)
Парламентские выборы в Великобритании 1885 года прошли с 24 ноября по 18 декабря и стали двадцать вторыми парламентскими выборами в истории Соединённого королевства Великобритании и Ирландии после Акта об унии 1800 года и первыми после Третьей парламентской реформы 1884 года, в рамках которой произошло расширение избирательного права и увеличена численность Палаты общин с одновременным перераспределением мест. В результате либералы остались крупнейшей партией в Палате общин, но потеряли большинство.
Выборы 1885 года стали первыми в истории Великобритании, в которых участвовали социалисты. Основанная в 1881 году писателем Генри Гайндманом первая в Великобритании организованная социалистическая политическая партия, Социал-демократическая федерация, выдвинула трёх кандидатов. Ни один из них не был избран.

## Третья реформа
В 1884 году либеральное правительство Уильяма Гладстона добилось принятия Акта о народном представительстве 1884 года, который вместе с Актом о перераспределении мест следующего года ещё больше расширил избирательное право в Великобритании. Третья парламентская реформа распространила те же избирательные цензы, которые существовали в городах, на сельскую местность, более чем вдвое увеличив электорат в графствах и по сути установив современный одномандатный избирательный округ как нормальную модель парламентского представительства. Отныне все мужчины, платившие ежегодную арендную плату в размере 10 фунтов стерлингов, и все, кто владел землей стоимостью 10 фунтов стерлингов, теперь имели право голоса. Это значительно увеличило электорат; если на выборах 1880 года, до принятия Акта, было зарегистрировано 3 040 050 избирателей, то на выборах 1885 года, после принятия Акта, было зарегистрировано уже 5 708 030 избирателей. Законопроект был настолько неприемлем для Палаты лордов, что Гладстон был вынужден разделить его на два законопроекта, второй из которых, Акт о перераспределении мест 1885 года, перераспределял избирательные округа, чтобы уравнять представительство по всей Великобритании.
Реформа 1884 года не установила всеобщего избирательного права: хотя размер электората был значительно увеличен, все женщины и 40 % мужчин по-прежнему не имели права голоса. Избирательное право мужчин также различалось по всему королевству: если в Англии и Уэльсе право голоса имели 2/3 взрослых мужчин, то в Шотландии 3/5, а в Ирландии только каждый второй.
К 1880-м годам продолжающийся промышленный рост и вызванные им перемещения населения привели к увеличению дисбаланса между избирательными округами с точки зрения соотношения числа депутатов и населения. Акт о перераспределении мест 1885 года был попыткой уравнять представительство по всей Великобритании, введя концепцию равнонаселённых избирательных округов и ликвидировав округа с численностью населения ниже опредёленного порога. В рамках перераспределения мест 79 округов с населением 15 000 человек или меньше были объединены в более крупные округа, 76 округов с населением от 15 000 до 50 000 человек были преобразованы из двухмандатных в одномандатные, 23 округа с населением больше 50 000 человек остались двухмандатными. Количество мест в Палате общин было увеличено с 652 до 670, при этом в Англии и Уэльсе было создано около 160 новых округов, в Шотландии — 12, а представительство Ирландии в парламенте осталось на прежнем уровне, хотя её население сократилось из-за эмиграции, начавшейся после Великого голода второй половины 1840-х годов.

## Политическая ситуация
Второе правительство Гладстона проработало с июня 1880 года по июнь 1885 года. Первоначально Гладстон намеревался уйти в отставку в конце 1882 года, в 50-ю годовщину своего вступления в политику, но не сделал этого. Во главе правительства он провёл Третью парламентскую реформу, которая предоставила шести миллионам человек, в основном мелким фермерам и сельскохозяйственным рабочим, право голосовать на парламентских выборах и перераспределила места в Палате общин. Во внешней политике Гладстон противостоял «колониальному лобби», продвигавшему участие Великобритании в борьбе за Африку. Его второй срок ознаменовался окончанием Второй англо-афганской, Первой англо-бурской и войны против Махди в Судане. С другой стороны, именно Гладстон начал англо-египетскую войну 1882 года, фактическим результатом которой стал британский контроль над Египтом на четыре десятилетия. В ирландском вопросе Гладстон сотрудничал с ирландскими автономистами из Партии гомруля, которая выступала союзником либералов в парламенте, что привело к необратимому расколу Либеральной партии и в конце концов к уходу недовольных в Либеральную юнионистскую партию. Результатом стал долгосрочный упадок Либеральной партии. Историк Сне Махаджан пришла к выводу, что «второе министерство Гладстона осталось бесплодным в плане каких-либо достижений во внутренней сфере».
Кабинет Гладстона стал крайне непопулярным после гибели генерала Гордона и его войск. 26 января 1885 года после 10-месячной осады восставшие махдисты взяли штурмом Хартум, столицу Судана, и устроили резню, в которой погибло около 7000 британских и египетских солдат и 4000 мирных жителей. Британские войска, посланные для спасения войск генерала Гордона, прибыли в Хартум только 28 января. Катастрофа нанесла серьёзный удар по популярности Гладстона, который был обвинён в неспособности спасти генерала от верной гибели. Критики утверждали, что премьер-министр пренебрёг военными делами и не действовал достаточно быстро, чтобы спасти осаждённых. Прозвище Гладстона «GOM» (от «Grand Old Man») в те дни было переиначено на «MOG» (от «Murderer of Gordon»). В июне того же 1885 года Гладстон ушёл в отставку, дав консерваторам под руководством маркиза Солсбери возможность сформировать правительство.
Временное правительство маркиза Солсбери не имело большинства в Палате общин и просуществовало недолго, чуть более семи месяцев, с 23 июня 1885 по 28 января 1886 года. За этот срок маркиз Солсбери сумел добиться принятия законопроекта о жилье для рабочего класса, за который его обвиняли в государственном социализме.

## Результаты
|        |                                        |                                   |                                   |           |        |         |       |       |
| Партия | Партия                                 | Лидер                             | Кандидаты                         | Голоса    | Голоса | Голоса  | Места | Места |
| Партия | Партия                                 | Лидер                             | Кандидаты                         | Голоса    | %      | ± п. п. | Места | ±     |
|        | Либералы                               | Уильям Гладстон                   | 575                               | 2 071 868 | 47,65  | ▼ 7,01  | 319   | ▼ 33  |
|        | Консерваторы                           | Маркиз Солсбери                   | 597                               | 1 869 560 | 43,0   | ▲ 0,50  | 247   | ▲ 10  |
|        | Партия гомруля                         | Чарльз Стюарт Парнелл             | 91                                | 299 178   | 6,88   | ▲ 4,04  | 86    | ▲ 23  |
|        | Независимые либералы                   |                                   | 35                                | 55 652    | 1,28   | новая   | 11    | ▲ 11  |
|        | Крофтеры                               |                                   | 6                                 | 16 551    | 0,38   | новая   | 4     | ▲ 4   |
|        | Независимые консерваторы               |                                   | 8                                 | 12 599    | 0,29   | новая   | 2     | ▲ 2   |
|        | Либерал-лейбористы                     |                                   | 4                                 | 8 232     | 0,19   | новая   | 1     | ▲ 1   |
|        | Независимые                            |                                   | 6                                 | 6570      | 0,15   | новая   | 0     | ▬     |
|        | Независимые националисты               |                                   | 2                                 | 2889      | 0,07   | новая   | 0     | ▬     |
|        | Лига восстановления шотландских земель |                                   | 5                                 | 2359      | 0,05   | новая   | 0     | ▬     |
|        | Ирландские лоялисты                    |                                   | 6                                 | 1869      | 0,04   | новая   | 0     | ▬     |
|        | Социал-демократы                       |                                   | 3                                 | 657       | 0,02   | новая   | 0     | ▬     |
|        | Всего                                  | Всего                             | 1338                              | 4 347 984 | 100    | ▬       | 670   | ▲18   |
|        | Избирателей зарегистрировано/Явка      | Избирателей зарегистрировано/Явка | Избирателей зарегистрировано/Явка | 5 708 030 | 80,08  | н/д     |       |       |

Голоса
| Голоса избирателей       | Голоса избирателей | Голоса избирателей | Голоса избирателей | Голоса избирателей |
| ------------------------ | ------------------ | ------------------ | ------------------ | ------------------ |
| Либералы                 |                    |                    | 47.65 %            |                    |
| Консерваторы             |                    |                    | 43.00 %            |                    |
| Партия гомруля           |                    |                    | 6.88 %             |                    |
| Независимые либералы     |                    |                    | 1.28 %             |                    |
| Крофтеры                 |                    |                    | 0.38 %             |                    |
| Независимые консерваторы |                    |                    | 0.29 %             |                    |
| Либерал-лейбористы       |                    |                    | 0.19 %             |                    |
| Независимые              |                    |                    | 0.15 %             |                    |
| Другие                   |                    |                    | 0.18 %             |                    |

Места
| Места в парламенте       | Места в парламенте | Места в парламенте | Места в парламенте | Места в парламенте |
| ------------------------ | ------------------ | ------------------ | ------------------ | ------------------ |
| Либералы                 |                    |                    | 47.61 %            |                    |
| Консерваторы             |                    |                    | 36.87 %            |                    |
| Партия гомруля           |                    |                    | 12.84 %            |                    |
| Независимые либералы     |                    |                    | 1.64 %             |                    |
| Крофтеры                 |                    |                    | 0.60 %             |                    |
| Независимые консерваторы |                    |                    | 0.30 %             |                    |
| Либерал-лейбористы       |                    |                    | 0.15 %             |                    |

### Результаты выборов по регионам

#### Результаты выборов в Ирландии
В итоговое число не включены два депутата-консерватора от Дублинского университета, которые были выбраны безальтернативно.
| Партия                        | Партия         | Лидер                 | Голоса  | Голоса | Голоса | Места | Места | Места |
| Партия                        | Партия         | Лидер                 | Голоса  | %      | +/-    | Места | +/-   | %     |
| ----------------------------- | -------------- | --------------------- | ------- | ------ | ------ | ----- | ----- | ----- |
|                               | Партия гомруля | Чарльз Стюарт Парнелл | 307 119 | 68.46  | ▲30,46 | 85    | ▲24   | 84,16 |
|                               | Консерваторы   | Маркиз Солсбери       | 111 503 | 24,85  | ▼14,77 | 16    | ▼7    | 15,8  |
|                               | Либералы       | Уильям Гладстон       | 30 022  | 6,69   | ▼15,69 | 0     | ▼15   | 0     |
| Всего                         | Всего          | Всего                 | 451 466 | 100,0  | ▬      | 101   | ▼2    | 100   |
| Источник: Rallings & Thrasher |                |                       |         |        |        |       |       |       |

| Голоса избирателей | Голоса избирателей | Голоса избирателей | Голоса избирателей | Голоса избирателей |
| ------------------ | ------------------ | ------------------ | ------------------ | ------------------ |
| Партия гомруля     |                    |                    | 68.46 %            |                    |
| Консерваторы       |                    |                    | 24.85 %            |                    |
| Либералы           |                    |                    | 6.69 %             |                    |

| Места в Палате общин от Ирландии | Места в Палате общин от Ирландии | Места в Палате общин от Ирландии | Места в Палате общин от Ирландии | Места в Палате общин от Ирландии |
| -------------------------------- | -------------------------------- | -------------------------------- | -------------------------------- | -------------------------------- |
| Партия гомруля                   |                                  |                                  | 84.16 %                          |                                  |
| Консерваторы                     |                                  |                                  | 15.84 %                          |                                  |

#### Результаты выборов в Шотландии
В итоговое число не включены два депутата-консерватора, избранных от шотландских университетов.
| Партия | Партия                                 | Лидер           | Голоса  | Голоса | Голоса | Места | Места | Места |
| Партия | Партия                                 | Лидер           | Голоса  | %      | +/-    | Места | +/-   | %     |
| ------ | -------------------------------------- | --------------- | ------- | ------ | ------ | ----- | ----- | ----- |
|        | Либералы                               | Уильям Гладстон | 238 627 | 53,3   | ▼16,8  | 51    | ▼2    | 72,9  |
|        | Консерваторы                           | Маркиз Солсбери | 151 137 | 34,3   | ▲4,4   | 8     | ▲2    | 11,4  |
|        | Независимые либералы и другие          |                 | 38 214  | 8,6    | новые  | 7     | ▲7    | 10    |
|        | Крофтеры и Независимые либералы        |                 | 16 551  | 3,7    | новые  | 4     | ▲4    | 5,7   |
|        | Лига восстановления шотландских земель |                 | 2359    | 0,5    | новые  | 0     | ▬     | 0,0   |
| Всего  | Всего                                  | Всего           | 446 888 | 100,0  | ▬      | 70    | ▲12   | 100   |

| Голоса избирателей         | Голоса избирателей | Голоса избирателей | Голоса избирателей | Голоса избирателей |
| -------------------------- | ------------------ | ------------------ | ------------------ | ------------------ |
| Либералы                   |                    |                    | 53.3 %             |                    |
| Консерваторы               |                    |                    | 34.3 %             |                    |
| Независимые либералы и др. |                    |                    | 8.6 %              |                    |
| Крофтеры                   |                    |                    | 3.7 %              |                    |
| Лига восстановления        |                    |                    | 0.5 %              |                    |

| Места в Палате общин от Шотландии | Места в Палате общин от Шотландии | Места в Палате общин от Шотландии | Места в Палате общин от Шотландии | Места в Палате общин от Шотландии |
| --------------------------------- | --------------------------------- | --------------------------------- | --------------------------------- | --------------------------------- |
| Либералы                          |                                   |                                   | 51 место                          |                                   |
| Консерваторы                      |                                   |                                   | 10 мест                           |                                   |
| Независимые либералы              |                                   |                                   | 7 мест                            |                                   |
| Крофтеры                          |                                   |                                   | 4 места                           |                                   |

## После выборов
По итогам выборов либералы во главе с Уильямом Гладстоном не смогли получить абсолютное большинство в Палате общин и были вынуждены сформировать правительство меньшинства. Ситуацию обостряли разногласия внутри либералов по поводу ирландского самоуправления. Ирландские националисты удерживали баланс сил между либералами и консерваторами, которых поддерживали союзники из числа юнионистов, выступавших против расширения автономии Ирландии и за сохранение Союза Великобритании и Ирландии. Кризис завершился окончательным расколом либералов на гладстонианцев и юнионистов, что привело к роспуску Палаты общин и досрочным выборам в следующем году.

### Комментарии
1. ↑  Результаты голосования за Партию гомруля в 1885 году сравниваются с итогами голосования за Лигу гомруля в 1880 году.
2. 1 2  Приведённые здесь данные о количестве мест Либеральной партии включают спикера Палаты общин.
3. ↑  В 1841 году в Ирландии проживало 3 222 485 мужчин, к 1881 году — 1 912 438[11].
4. ↑  Явка избирателей с учётом только округов, в которых проводилось голосование (5 429 708 избирателей). Безальтернативные выборы состоялись в 43 округах, в которых проживало 278 322 избирателя и в которых было избрано 14 либералов, 10 консерваторов и 19 ирландских автономистов. См. UK Election Results.
5. ↑  Общее количество голосов и процент голосов, приведённые здесь, относятся только к территориальным избирательным округам.
6. ↑  Объединенные результаты территориальных и университетских округов.